# Райт (Вайоминг)
Райт (англ. Wright, Wyoming) — город, расположенный в округе Кэмпбелл (штат Вайоминг, США) с населением в 1347 человек по статистическим данным переписи 2000 года.

## География
По данным Бюро переписи населения США город Райт имеет общую площадь в 6,99 квадратных километров, водных ресурсов в черте населённого пункта не имеется.
Город Райт расположен на высоте 1561 метр над уровнем моря.

## История
Населённый пункт, выросший впоследствии в современный город, был основан в 1970-х годах. Причиной тому послужило открытие крупнейшей в бассейне реки Паудер-Ривер системы шахт по добыче каменного угля, которая затем стала и одной из самых производительных среди аналогичных шахт отрасли Соединённых Штатов. В 1985 году поселение получило статус города.
12 августа 2005 года по городу Райт прошёлся торнадо, имевший категорию F2 по шкале классификации Фудзиты. Стихия полностью разрушила 91 дом, причинив значительный ущерб остальным строениям, и стала причиной смерти двух человек.

## Демография
По данным переписи населения 2000 года в городе Райт проживало 1347 человек, 388 семей, насчитывалось 475 домашних хозяйств и 544 жилых дома. Средняя плотность населения составляла около 189 человек на один квадратный километр. Расовый состав города Райт по данным переписи распределился следующим образом: 97,62 % белых, 0,45 % — коренных американцев, 0,07 % — азиатов, 1,04 % — представителей смешанных рас, 0,82 % — других народностей. Испаноговорящие составили 2,30 % от всех жителей города.
Из 475 домашних хозяйств в 48,4 % — воспитывали детей в возрасте до 18 лет, 68,6 % представляли собой совместно проживающие супружеские пары, в 7,2 % семей женщины проживали без мужей, 18,3 % не имели семей. 15,4 % от общего числа семей на момент переписи жили самостоятельно, при этом 1,9 % составили одинокие пожилые люди в возрасте 65 лет и старше. Средний размер домашнего хозяйства составил 2,84 человек, а средний размер семьи — 3,15 человек.
Население города по возрастному диапазону по данным переписи 2000 года распределилось следующим образом: 33,9 % — жители младше 18 лет, 6,6 % — между 18 и 24 годами, 34,7 % — от 25 до 44 лет, 23,3 % — от 45 до 64 лет и 1,6 % — в возрасте 65 лет и старше. Средний возраст жителей составил 34 года. На каждые 100 женщин в городе Райт приходилось 112,1 мужчин, при этом на каждые сто женщин 18 лет и старше приходилось 107,2 мужчин также старше 18 лет.
Средний доход на одно домашнее хозяйство в городе составил 53 125 долларов США, а средний доход на одну семью — 55 764 доллара. При этом мужчины имели средний доход в 46 058 долларов США в год против 22 955 долларов среднегодового дохода у женщин. Доход на душу населения в городе составил 20 126 долларов в год. 3,9 % от всего числа семей в округе и 6,1 % от всей численности населения находилось на момент переписи населения за чертой бедности, при этом 6,8 % из них были моложе 18 лет и 33,3 % — в возрасте 65 лет и старше.